# Rada Miasta Sosnowiec

## Skład Rady Miejskiej w latach 1990–1994
- Komitet Obywatelski Miejskiej Komisji Koordynacyjnej NSZZ „Solidarność” – 35 mandatów
- Rada Parafialna przy kościele św. Joachima – 2 mandaty
- Stronnictwo Demokratyczne – 2 mandaty
- Konfederacja Polski Niepodległej – 1 mandat
- Grupa Odnowy Sosnowca – 2 mandaty
- Sosnowiecka Koalicja Wyborcza – 2 mandaty
- Samorząd Mieszkańców nr 8 dzielnicy Pogoń – 1 mandat
- Niezależni Rzemieślnicy – 1 mandat
- Komitet Osiedlowy Samorządu Mieszkańców – 1 mandat
- Niezależni kandydaci mieszkańców osiedla Środula – 1 mandat
- Niezależni kandydaci dzielnicy Stary Sosnowiec–Milowice – 1 mandat
- Kandydaci niezależni – 1 mandat

Mandaty radnych otrzymali: Teresa Bielawska, Zdzisław Bobusia, Łukasz Burzyński, Mieczysław Czarnecki, Anna Dalewska, Barbara Dihm-Mazanowska,  Mirosław Domański, Zygmunt Duś, Grzegorz Dziurowicz, Jacek Filus, Danuta Fredowicz, Leszek Goss, Tadeusz Hasa, Aleksander Hauke, Barbara Jagiełłowicz, Jan Jelonek, Krystyna Kalemba, Adam Kantorowicz, Zdzisław Kleszcz, Jolanta Mamak, Henryk Mantura, Henryk Matuszczyk, Daniel Miklasiński, Andrzej Olszok, Andrzej Pabiańczyk, Julian Pakaszewski, Maria Panek, Krystyna Pietruszka, Rajmund Rat, Wiesław Rozmaity, Stanisław Rusin, Andrzej Ryszka, Marek Sekuła, Włodzimierz Sobota, Stanisław Stechniowski, Mirosława Szeliga, Bogdan Szewczyk, Roman Szkliniarz, Wanda Szwedura, Witold Ślęzak, Andrzej Ślimak, Kazimierz Śliwiński, Anna Świerczyńska-Daniel, Tomasz Taczewski, Grzegorz Trybulski, Kazimierz Trzewiczek, Jacek Wieczorek, Zygmunt Witkowski, Ewa Zając, Tadeusz Zapała.
Źródło: 

## Skład Rady Miejskiej w latach 1994–1998
- Sojusz Lewicy Demokratycznej – 27 mandatów
- Unia Pracy – 3 mandaty
- Unia Wolności – 8 mandatów
- Koalicja obywatelska – 8 mandatów
- Spółdzielcy – 1 mandat
- Rada Parafialna – 1 mandat
- Konfederacja Polski Niepodległej – 1 mandat
- Doświadczenie i praca – 1 mandat

Mandaty radnych otrzymali: Bańbuła Tomasz, Barański Marek, Błoński Władysław, Chrzanowski Roman, Czarski Michał, Depukat Tadeusz, Dybała Zofia, Dziurowicz Grzegorz, Gawlik Roman, Gojna-Ucińska Danuta, Gruszczyńska-Jeleńska Lucyna, Górski Kazimierz, Hanuszkiewicz Maria, Jagiełłowicz Andrzej, Jagiełłowicz Tomasz, Kabała Bogusław, Kazimierczuk Jacek, Kobierski Tadeusz, Kozioł Aima, Krzywda Krystyna,  Krzywdziński Andrzej, Kura Aleksander, Kwaskiewicz Marek, Kwaśnik Tadeusz, Lachór Wiesław, Łukawski Ryszard, Mackford Wacław,  Matuszczyk Henryk, Miklasiński Daniel, Molenda Paweł, Oleksy Tadeusz, Płatek Stefan, Pochwalska Magdalena, Rodzoń Jan, Smołucha Michał, Sobańska Halina, Sobczyński Krzysztof, Sporyszkiewicz Anna, Szewczyk Bogdan, Szot Jan, Szyjkowski Tomasz, Ślęzak Witold, Wieczorek Jacek, Witkowski Zygmunt, Wojciechowska Ewa, Woźniak Henryk, Zapała Tadeusz, Zelik Mieczysław, Ziółkowska Helena, Żołędzka Anna.
Źródło:

## Skład Rady Miejskiej w latach 1998–2002
- Sojusz Lewicy Demokratycznej – 33 mandaty
- Akcja Wyborcza Solidarność – 10 mandatów
- Unia Wolności – 7 mandatów

Mandaty radnych otrzymali: Bańbuła Tomasz, Borowski Zbigniew, Chmura Ryszard, Czarski Michał, Drożdż Waldemar, Dybała Zofia, Gawlik Roman, Gojna-Ucińska Danuta, Górski Kazimierz, Graczyk Andrzej, Gruszczyńska-Jeleńska Lucyna, Hrabia Arkadiusz, Jagiełłowicz Andrzej, Jasiński Jacek, Jeziorska-Gałużny Elżbieta, Kabała Bogusław, Kalański Aleksander, Kamińska-Maciąg Anna, Kazimierczak Jacek, Kopeć Agnieszka, Kozioł Anna, Kossakowski Jerzy, Krzywda Krystyna, Kwaskiewicz Marek, Kwaśnik Tadeusz, Leśniak Krzysztof, Lachór Wiesław, Łukawski Ryszard, Maj Urszula, Malczewski Jacek, Matuszczyk Henryk, Miklasińska Jadwiga, Molenda Paweł, Ornowski Maciej, Płatek Stefan, Rajchel Urszula, Rodzoń Jan, Sekuła Marek, Smołucha Michał, Sobczyński Krzysztof, Sporyszkiewicz Anna, Stawski Janusz, Szewczyk Bogdan, Szot Jan, Ślęzak Witold, Witkowski Zygmunt, Winiarski Karol, Wojciechowska Ewa, Wójcik Wiesław, Ziółkowska Helena.
Źródło:

## Skład Rady Miejskiej w latach 2002–2006
- Sojusz Lewicy Demokratycznej-Unia Pracy – 19 mandatów
- Platforma Sprawiedliwości i Wolności z Karolem Winiarskim dla Sosnowca – 7 mandatów
- Liga Polskich Rodzin – 1 mandat
- Porozumienie Samorządowe „Sojusz dla Sosnowca” – 1 mandat

Mandaty radnych otrzymali: Krystian Dziewior, Ryszard Łukawski, Adam Wolski, Krystyna Krzywda, Karol Winiarski, Witold Klepacz, Tomasz Bańbuła, Maciej Adamiec, Bogusław Kabała, Witold Ślęzak, Bożena Nowowiejska, Andrzej Jagiełłowicz, Kazimierz Górski, Zbigniew Jaskiernia, Czesław Tondos, Stefan Płatek, Anna Sporyszkiewicz, Jacek Kazimierczak, Halina Sobańska, Wiesław Suwalski, Ryszard Chmura, Ewa Malik, Anna Kamińska-Maciąg,  Zdzisław Kempny, Bogdan Szewczyk, Grzegorz Pisalski, Zbigniew Dziewanowski, Jadwiga Miklasińska.
Źródło:

## Skład Rady Miejskiej w latach 2006–2010
- Lewica i Demokraci – 11 mandatów
- Platforma Obywatelska – 8 mandatów
- Prawo i Sprawiedliwość – 7 mandatów
- Komitet Rozwoju Sosnowca z Karolem Winiarskim – 2 mandaty

Mandaty radnych otrzymali: Daniel Miklasiński, Jarosław Pięta, Grzegorz Pisalski,  Adam Wolski, Maciej Adamiec, Krzysztof Haładus, Andrzej Madej, Wacław Tabaka, Tomasz Bańbula, Andrzej Jagiełłowicz, Zbigniew Muszyński, Karol Winiarski, Jan Bosak, Tomasz Jamrozy, Maciej Ornowski, Zygmunt Witkowski, Zbigniew Dziewanowski, Aleksander Kalański, Jacek Palusiński, Wiesław Wójcik, Krystian Dziewior, Jacek Kazimierczak, Tomasz Rogala, Przemysław Wydra, Marek Godek, Wojciech Kulawiak, Wiesław Suwalski, Wilhelm Zych.
Źródło:

## Skład Rady Miejskiej w latach 2010–2014
- Sojusz Lewicy Demokratycznej – 10 mandatów
- Platforma Obywatelska – 10 mandatów
- Prawo i Sprawiedliwość – 4 mandaty
- Niezależni Macieja Adamca – 4 mandaty

Mandaty radnych otrzymali: Ryszard Łukawski, Adam Wolski, Tomasz Bańbuła, Maciej Ornowski, Zbigniew Jaskiernia, Halina Sobańska, Jacek Kazimierczak, Tomasz Niedziela, Zygmunt Witkowski, Kazimierz Górski (Aleksander Kalański), Wilhelm Zych, Arkadiusz Chęciński, Mateusz Rykała, Andrzej Madej, Michał Zając, Wojciech Kulawiak, Karol Winiarski, Adam Będzieszak, Daniel Miklasiński, Jan Bosak, Stefan Wojnowski, Alicja Skarbińska-Poznańska, Tomasz Mędrzak, Przemysław Wydra, Maciej Adamiec, Paweł Wojtusiak, Wiesław Suwalski,  Zbigniew Dziewanowski.
Źródło:

## Skład Rady Miejskiej w latach 2014–2018
- Platforma Obywatelska – 10 mandatów
- SLD Lewica Razem – 7 mandatów
- Niezależni dla Sosnowca – 6 mandatów
- Prawo i Sprawiedliwość – 5 mandatów

Mandaty radnych otrzymali: Wojciech Nitwinko, Michał Potoczny, Arkadiusz Chęciński (Wojciech Kulawiak), Tadeusz Sokołowski, Jacek Dudek, Mateusz Rykała (Janusz Kubicki), Tomasz Mędrzak, Halina Sobańska, Tomasz Niedziela, Tomasz Bańbuła, Paweł Wojtusiak, Łukasz Litewka, Jan Bosak, Karol Winiarski, Kazimierz Górski, Wiesław Suwalski, Grzegorz Pisalski, Michał Zając, Joanna Sekuła (Danuta Gojna-Ucińska), Stefan Wojnowski, Katarzyna Kidawa-Kałka, Anna Sporyszkiewicz, Kamil Wnuk, Wanda Olko, Zygmunt Witkowski, Ewa Szota, Adam Wolski, Wilhelm Zych.
Źródło:

## Skład Rady Miejskiej w latach 2018–2024
- Platforma.Nowoczesna Koalicja Obywatelska – 11 mandatów
- SLD Lewica Razem – 5 mandatów
- Prawo i Sprawiedliwość – 5 mandatów
- Wspólnie dla Sosnowca – 4 mandaty

Mandaty radnych otrzymali: Ewa Szota, Bartosz Górski, Wojciech Nitwinko, Ryszard Łukawski, Renata Zmarzlińska-Kulik, Arkadiusz Chęciński (Danuta Gojna-Ucińska), Michał Zając, Michał Kaźmierczak, Michał Wcisło, Grażyna Welon, Grzegorz Mentel, Wojciech Kulawiak, Piotr Ociepka, Paweł Wojtusiak (Zuzanna Samul), Piotr Dudek, Wanda Olko, Damian Żurawski, Łukasz Litewka (Halina Sobańska), Tadeusz Sokołowski, Kamil Wnuk (Beata Jankowska), Mateusz Bochenek (Małgorzata Pogoda-Mendakiewicz), Zbigniew Byszewski (Joanna Jończyk), Tomasz Niedziela, Jacek Dudek, Łukasz Krawiec.
Źródło:

## Skład Rady Miejskiej w latach 2024–2029
- Komitet Wyborczy Wyborców Koalicja Platformy i Lewicy dla Sosnowca – 17 mandatów
- Prawo i Sprawiedliwość – 6 mandatów
- Trzecia Droga – 1 mandat
- Dumni z Sosnowca – 1 mandat

Mandaty radnych otrzymali: Wojciech Nitwinko, Ewa Szota, Renata Zmarzlińska-Kulik, Wiktor Radziejewski, Jakub Ćmachowski, Michał Wcisło (Michał Zając), Anna Jedynak-Rykała, Grażyna Welon, Michał Kaźmierczak, Maciej Szafraniec, Arkadiusz Chęciński (Edyta Maj), Zdzisław Kempny, Grzegorz Mentel, Karina Wojtusiak, Jakub Mermel, Damian Żurawski, Tadeusz Sokołowski, Halina Sobańska, Beata Jankowska, Jacek Kazimierczak, Jacek Dudek, Tomasz Niedziela, Małgorzata Pogoda-Mendakiewicz, Ewa Dzieża-Sowa, Jan Bosak.
Źródło: